# Edward Law, 1. hrabě z Ellenboroughu
Edward Law, 1. hrabě z Ellenboroughu (Edward Law, 1st Earl of Ellenborough, 1st Viscount Southam, 2nd Baron Ellenborough) (8. září 1790 – 22. prosince 1871) byl britský státník. Patřil k toryům, v mládí byl poslancem Dolní sněmovny, od roku 1818 po otci zdědil titul barona a zasedal ve Sněmovně lordů. V několika vládách byl ministrem, celkem čtyřikrát zastával funkci prezidenta kontrolního úřadu Východoindické společnosti, byl také generálním guvernérem v Indii a ministrem námořnictva. V roce 1844 byl povýšen na hraběte.

## Kariéra
Pocházel z početné rodiny významného právníka a dlouholetého nejvyššího sudího Edwarda Lawa, 1. barona Ellenborougha (1750–1818), byl jeho nejstarším synem a měl osm mladších sourozenců. Studoval v Etonu a Cambridge, v letech 1810–1811 pobýval na Sicílii, krátce poté vstoupil do politiky a zároveň posílil své společenské postavení sňatkem s Octavií Stewartovou (1792–1819), dcerou 1. markýze z Londonderry. V letech 1813–1818 byl členem Dolní sněmovny, poté po otci zdědil titul barona a vstoupil do Sněmovny lordů. Jako spolupracovník vévody z Wellingtonu se koncem 20. let 19. století dostal k vládním postům. V letech 1828–1830, 1834–1835 a 1841 byl prezidentem kontrolního úřadu Východoindické společnosti, od roku 1828 zároveň členem Tajné rady a v letech 1828–1829 krátce také lordem strážcem tajné pečeti. V roce 1834 byl krátce také jedním z lordů pokladu.
V letech 1842–1844 byl generálním guvernérem v Indii. Za příliš liberální chování vůči domorodcům byl odvolán na popud Východoindické společnosti. Poté byl povýšen na hraběte (1844), obdržel poděkování parlamentu a získal Řád lázně, ale jeho působení v Indii se stalo předmětem osočujících debat na půdě Dolní sněmovny. Obhájil se s podporou vévody Wellingtona a Roberta Peela, v roce 1846 byl krátce prvním lordem admirality. V letech 1847–1848 byl předsedou státní komise finančního fondu obchodního námořnictva, ale jinak se na delší dobu ocitl mimo vládu. Znovu se stal členem kabinetu v Derbyho vládě, kdy byl počtvrté a naposledy jmenován prezidentem kontrolního úřadu Východoindické společnosti krátce před jeho zrušením (1858) V následujících letech se uplatňoval již jen jako uznávaný řečník na půdě Sněmovny lordů.

## Rodina a majetkové poměry

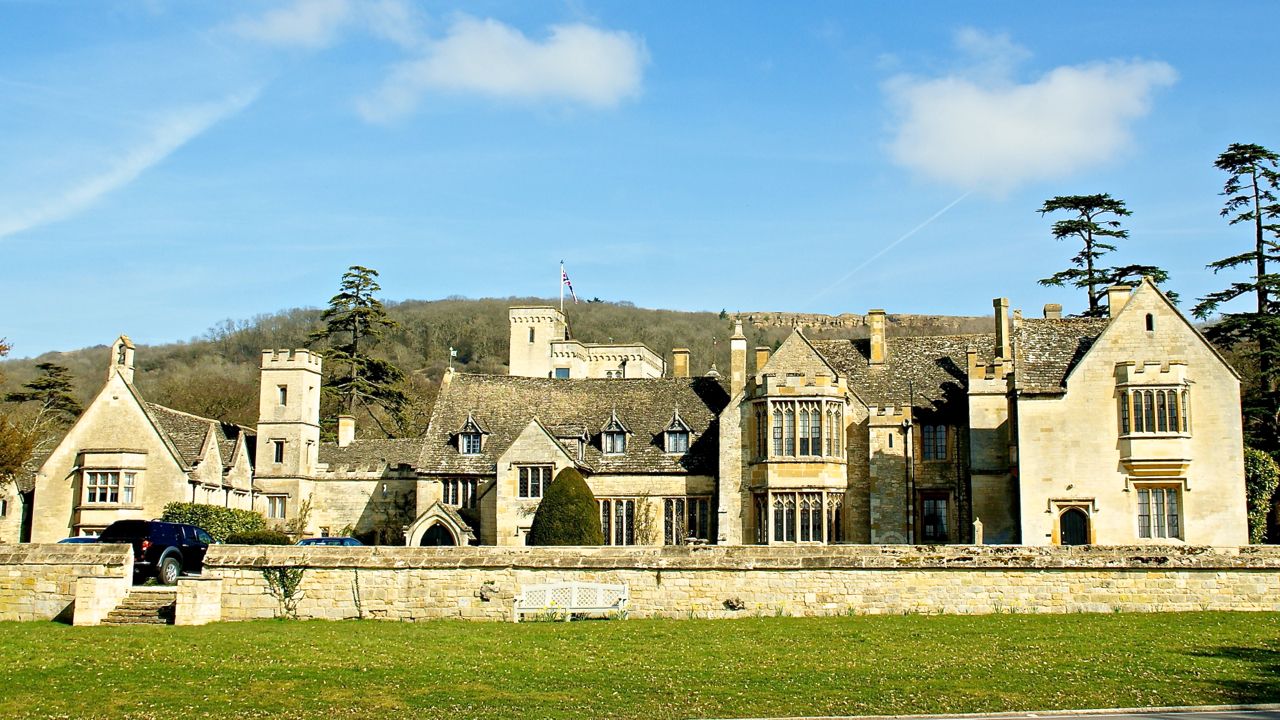
Zámek Southam House, hlavní rodové sídlo v hrabství Gloucestershire

V roce 1813 se oženil s Octavií Stewart (1792–1819), dcerou 1. markýze z Londonderry a nevlastní sestrou dlouholetého ministra zahraničí vikomta Castlereagha. Jeho druhou manželkou se v roce 1824 stala Jane Digby (1807–1881), která proslula výstředním životem a čtyřmi sňatky (naposledy se provdala za arabského šejka Medjuela el Mesrab a zemřela v Damašku, mimo jiné měla poměr s rakouským ministerským předsedou Felixem Schwarzenbergem. Z Ellenboroughova druhého manželství pocházel jediný syn Arthur Dudley Law (1828–1830), který zemřel v dětství.
Jeho úmrtím zanikl titul hraběte, na příbuzenstvo přešel jen baronský titul, který rod užívá dodnes, v současnosti je představitelem rodu Rupert Edward Law, 9. baron Ellenborough (* 1955). Sídlem rodu byl zámek Southam House (Gloucestershire), který koupil hrabě z Ellenboroughu v roce 1832 a krátce nato jej nechal přestavět v novogotickém stylu. Zámek později sloužil jako škola, dnes je zde luxusní hotel s názvem Ellenborough Park Hotel.
Mladší bratr hraběte z Ellenboroughu Charles Law (1792–1850) byl právníkem a v letech 1835–1850 členem Dolní sněmovny. Právníkem byl také další bratr Spencer Law (1802–1885), který zároveň působil jako soukromý tajemník hraběte z Ellenboroughu v několika jeho ministerských úřadech. Sestra Elizabeth Law (1799–1883) byla manželkou Charlese Abbota, 2. barona Colchestera (1798–1867), který byl admirálem a generálním poštmistrem. Jejich syn Reginald Abbot, 3. baron Colchester (1842–1919), vydal tiskem Ellenboroughovu korespondenci a deníky.